# Luka Križaj
Luka Križaj, slovenski alpski smučar, * 27. april 1997.
Križaj je eden izmed šestih Slovencev z dvojno zmago (slalom in veleslalom)  na tekmovanju Pokal Loka.
Škofjeločana je v kratki karieri zaznamovala hujša poškodba hrbta ob padcu v italijanskem Trentinu, zaradi katere je naposled zaključil tekmovalno pot.
Po kočani karieri je deloval kot testni smučar za francoski Rossignol, leta 2017 je okrepil ekipo svetovne prvakinje Ilke Štuhec, trenutno pa je serviser nemške smučarske reprezentance in eden najmlajših serviserjev v svetovnem pokalu.